# مقاطعة كنوكس (نبراسكا)
مقاطعة كنوكس (بالإنجليزية: Knox County)‏ هي إحدى مقاطعات ولاية نبراسكا في الولايات المتحدة الأمريكية.